# Aziatisch kampioenschap voetbal 1956
Het Aziatisch kampioenschap voetbal 1956 was het eerste Aziatisch kampioenschap voetbal en het werd tussen 1 september 1956 en 15 september in Hongkong gehouden.

## Kwalificatie

### Groep 1
Afghanistan en Pakistan trokken zich terug waardoor Israël zich automatisch kwalificeerde.

### Groep 2
Voorronde
|                                  |                                                                  |       |                   |                            |
| 17 maart 1956 «onderlinge duels» | Malakka                                                          | 9 – 2 | Cambodja          | TPCA stadium, Kuala Lumpur |
| 17 maart 1956 «onderlinge duels» | Ghani 14', 25', 30', 35', 40', 45', 48' Pang Siang Hock 20', 49' |       | Tuy 70' Reith 71' | TPCA stadium, Kuala Lumpur |

|                                  |          |       |         |            |
| 24 april 1956 «onderlinge duels» | Cambodja | 3 – 2 | Malakka | Phnom Penh |
| 24 april 1956 «onderlinge duels» |          |       |         | Phnom Penh |

Malakka gaat naar de finale.
Finale
|                               |              |       |         |        |
| 3 mei 1956 «onderlinge duels» | Zuid-Vietnam | 4 – 0 | Malakka | Saigon |
| 3 mei 1956 «onderlinge duels» |              |       |         | Saigon |

|                                |                                    |       |                                           |                                                                                      |
| 24 mei 1956 «onderlinge duels» | Malakka                            | 3 – 3 | Zuid-Vietnam                              | Princes Road Stadium, Kuala Lumpur Toeschouwers: 7.500 Scheidsrechter: Greg de Silva |
| 24 mei 1956 «onderlinge duels» | Ghani 55', 80' Pang Siang Hock 83' |       | Nguyễn Văn Tu 24' Trần Văn Nhung 74', 88' | Princes Road Stadium, Kuala Lumpur Toeschouwers: 7.500 Scheidsrechter: Greg de Silva |

Zuid-Vietnam gekwalificeerd.

### Groep 3
Voorronde
|                                     |            |       |            |                                 |
| 25 februari 1956 «onderlinge duels» | Filipijnen | 0 – 2 | Zuid-Korea | Rizal Memorial Stadium, Manilla |
| 25 februari 1956 «onderlinge duels» |            |       |            | Rizal Memorial Stadium, Manilla |

|                                  |            |       |            |                            |
| 21 april 1956 «onderlinge duels» | Zuid-Korea | 3 – 0 | Filipijnen | Seoul Toeschouwers: 40.000 |
| 21 april 1956 «onderlinge duels» |            |       |            | Seoul Toeschouwers: 40.000 |

Zuid-Korea gaat naar de finale.
Finale
|                                     |            |       |        |       |
| 26 augustus 1956 «onderlinge duels» | Zuid-Korea | 2 – 0 | Taiwan | Seoul |
| 26 augustus 1956 «onderlinge duels» |            |       |        | Seoul |

|                                     |        |       |            |        |
| 2 september 1956 «onderlinge duels» | Taiwan | 1 – 2 | Zuid-Korea | Taipei |
| 2 september 1956 «onderlinge duels» |        |       |            | Taipei |

Zuid-Korea gekwalificeerd voor het hoofdtoernooi.

## Gekwalificeerde landen
| Land         | Aantal deelnames | Huidig aantal deelnames op rij | Vorige deelname |
| ------------ | ---------------- | ------------------------------ | --------------- |
| Israël       | 1ste             | 1                              | -               |
| Hongkong     | 1ste             | 1                              | -               |
| Zuid-Korea   | 1ste             | 1                              | -               |
| Zuid-Vietnam | 1ste             | 1                              | -               |

## Stadion
| Hongkong           | · Government Stadium | · Government Stadium |
| Government Stadium | · Government Stadium | · Government Stadium |
| Capaciteit: 28.000 | · Government Stadium | · Government Stadium |
|                    | · Government Stadium | · Government Stadium |

## Eindronde

### Eindstand
| Land         | Gsp | Win | Gel | Ver | DV | DT | +/− | Pnt |
| ------------ | --- | --- | --- | --- | -- | -- | --- | --- |
| Zuid-Korea   | 3   | 2   | 1   | 0   | 9  | 6  | +3  | 5   |
| Israël       | 3   | 2   | 0   | 1   | 5  | 4  | +1  | 4   |
| Hongkong     | 3   | 0   | 2   | 1   | 6  | 7  | –1  | 2   |
| Zuid-Vietnam | 3   | 0   | 1   | 2   | 6  | 9  | –3  | 1   |

### Uitslagen
|                                                   |                     |       |                              |                                                                                                |
| 1 september 1956 «onderlinge duels» 19:00 (UTC+8) | Hongkong            | 2 – 3 | Israël                       | Government Stadium, Hongkong Toeschouwers: 15.000 Scheidsrechter: Harold Arthur Sheppard (ENG) |
| 1 september 1956 «onderlinge duels» 19:00 (UTC+8) | Au Chi Yin 12', 66' |       | 37', 76' Glazer 69' Stelmach | Government Stadium, Hongkong Toeschouwers: 15.000 Scheidsrechter: Harold Arthur Sheppard (ENG) |

|                                                   |                                     |       |                                  |                                                   |
| 6 september 1956 «onderlinge duels» 19:00 (UTC+8) | Zuid-Korea                          | 2 – 2 | Hongkong                         | Government Stadium, Hongkong Toeschouwers: 30.000 |
| 6 september 1956 «onderlinge duels» 19:00 (UTC+8) | Kim Ji-sung 45' Choi Kwang-seok 62' |       | 10' Tang Yee Kit 39' Ko Po Keung | Government Stadium, Hongkong Toeschouwers: 30.000 |

|                                                   |                                     |       |              |                                                                                      |
| 8 september 1956 «onderlinge duels» 19:00 (UTC+8) | Zuid-Korea                          | 2 – 1 | Israël       | Government Stadium, Hongkong Toeschouwers: 15.000 Scheidsrechter: Trong Van Ty (VSO) |
| 8 september 1956 «onderlinge duels» 19:00 (UTC+8) | Woo Sang-kwon 52' Sung Nak-woon 64' |       | 71' Stelmach | Government Stadium, Hongkong Toeschouwers: 15.000 Scheidsrechter: Trong Van Ty (VSO) |

|                                                   |                                  |       |                                         |                                                   |
| 9 september 1956 «onderlinge duels» 19:00 (UTC+8) | Zuid-Vietnam                     | 2 – 2 | Hongkong                                | Government Stadium, Hongkong Toeschouwers: 30.000 |
| 9 september 1956 «onderlinge duels» 19:00 (UTC+8) | Trần Văn Tổng 30' Lê Hữu Đức 64' |       | Chu Wing Wah 59' (pen.) Lau Chi Lam 79' | Government Stadium, Hongkong Toeschouwers: 30.000 |

|                                                    |                   |       |                   |                                                                                      |
| 12 september 1956 «onderlinge duels» 19:00 (UTC+8) | Zuid-Vietnam      | 1 – 2 | Israël            | Government Stadium, Hongkong Toeschouwers: 10.000 Scheidsrechter: Tommy Tucker (ENG) |
| 12 september 1956 «onderlinge duels» 19:00 (UTC+8) | Trần Văn Tổng 58' |       | 14', 27' Stelmach | Government Stadium, Hongkong Toeschouwers: 10.000 Scheidsrechter: Tommy Tucker (ENG) |

|                                                    |                                                                        |       |                                      |                                                   |
| 15 september 1956 «onderlinge duels» 19:00 (UTC+8) | Zuid-Korea                                                             | 5 – 3 | Zuid-Vietnam                         | Government Stadium, Hongkong Toeschouwers: 11.000 |
| 15 september 1956 «onderlinge duels» 19:00 (UTC+8) | Sung Nak-woon 5' Woo Sang-kwon 41' (pen.), 58' Choi Chung-min 57', 66' |       | Trải Văn Đào 20' Lê Hữu Đức 51', 63' | Government Stadium, Hongkong Toeschouwers: 11.000 |

| Winnaar AFC Asian Cup 1956 |
| -------------------------- |
|                            |
| ZUID-KOREA 1ste titel      |

## Doelpuntenmakers
4 doelpunten
- Nahum Stelmach

3 doelpunten
- Woo Sang-kwon
- Lê Hữu Đức

2 doelpunten
- Au Chi Yin
- Yehoshua Glazer

- Choi Chung-min
- Sung Nak-woon

- Trần Văn Tổng

1 doelpunt
- Chu Wing Wah
- Ko Po Keung
- Lau Chi Lam

- Tang Yee Kit
- Choi Kwang-seok

- Kim Ji-sung
- Trải Văn Đào